# Veter
Veter (Ветер) è un film del 1959 diretto da Aleksandr Alov e Vladimir Naumovič Naumov.